# 1523
- Wikisource

| Calendário gregoriano                                                        | 1523 MDXXIII                                         |
| Ab urbe condita                                                              | 2276                                                 |
| Calendário arménio                                                           | 972 – 973                                            |
| Calendário bahá'í                                                            | -321 – -320                                          |
| Calendário budista                                                           | 2067                                                 |
| Calendário chinês                                                            | 4219 – 4220 Início a 17 de janeiro (aproximadamente) |
| Calendário copta                                                             | 1239 – 1240                                          |
| Calendário etíope                                                            | 1515 – 1516                                          |
| Calendários hindus - Vikram Samvat - Calendário nacional indiano - Cáli Iuga | 1578 – 1579 1444 – 1445 4623 – 4624                  |
| Calendário Holoceno                                                          | 11523                                                |
| Calendário islâmico                                                          | 929 – 930                                            |
| Calendário judaico                                                           | 5283 – 5284                                          |
| Calendário persa                                                             | 901 – 902                                            |
| Calendário rúnico                                                            | 1773                                                 |
| Calendário solar tailandês                                                   | 2066                                                 |

1523 (MDXXIII, na numeração romana) foi um ano comum do século XVI do Calendário Juliano, da Era de Cristo, e a sua letra dominical foi D (53 semanas), teve início a uma quinta-feira e terminou também a uma quinta-feira.
| Ano completo                        |
| ----------------------------------- |
| Ano comum com início à quinta-feira |

## Eventos
- Inicia-se surto epidémico de peste que causa milhares de mortes na ilha de São Miguel, Açores. Extingue-se em 1530. Obrigou ao isolamento da ilha durante vários anos. A epidemia também atingiu a ilha do Faial, embora sem graves consequências. Esta epidemia contribuiu para o enraizamento do culto as Irmandades do Divino Espírito Santo.
- Eleição de São Tiago como principal padroeiro da cidade do Funchal.
- 12 de Fevereiro - Nomeação do padre João Pacheco no cargo de ouvidor e visitador geral das ilhas dos Açores.
- 3 de Maio - Partida para a Índia do filho de João Fernandes do Arco e D. Branca de Abreu, da ilha da Madeira.
- 21 de Julho - Construção da Igreja de São Tiago (Funchal).
- 15 de agosto - Eclipse Solar duplo de Vênus com a lua
- 19 de Novembro - O Cardeal Giulio Giuliano di Medici é eleito Papa Clemente VII.

## Nascimentos
- 13 de Fevereiro - Valentin Naboth, matemático, astrônomo e astrólogo alemão (m. 1593).

## Mortes
- 14 de Setembro -Papa Adriano VI, após 1 ano e 8 meses de Pontificado.
- João Rodrigues de Freitas, um dos primeiros povoadores da ilha da Madeira, natural do Algarve.
- Wijerd Jelckama - pirata e combatente da liberdade frísio (n. 1490).
- Abraão Ben Meir de Balmis, rabino.